# E-Ten

E-TEN-Logo

Die taiwanische Firma E-TEN (auch E-Ten oder Eten geschrieben) ist ein Hersteller von Handhelds (PDAs, Mobiltelefone) sowie DAB-Empfängern. E-Ten wurde 1985 in Taiwan gegründet und ist seit 2000 öffentlich notiert (TAIEX 2432). E-Ten implementierte das erste Eingabesystem für die chinesische Sprache für DOS. Die Entwicklungen von E-Ten wurden teilweise im Big5-Standard verwendet.
1997 begann E-Ten, PDAs herzustellen, und ging 2006 zur Produktion von Smartphones auf Basis von Windows Mobile, die den Namen glofiish tragen, über. Im Jahr 2007 gewann das glofiish X800 mit Windows Mobile 6 und HSDPA  einen Best Choice Award auf der Computex in Asien. Auf der CeBIT in Europa wurde das Gerät ebenfalls vorgestellt.
Anfang 2008 wurde E-ten von Acer übernommen, weder E-Ten noch Glofiish werden von Acer als Marke weiter benutzt werden.

## Produkte (Auszug)

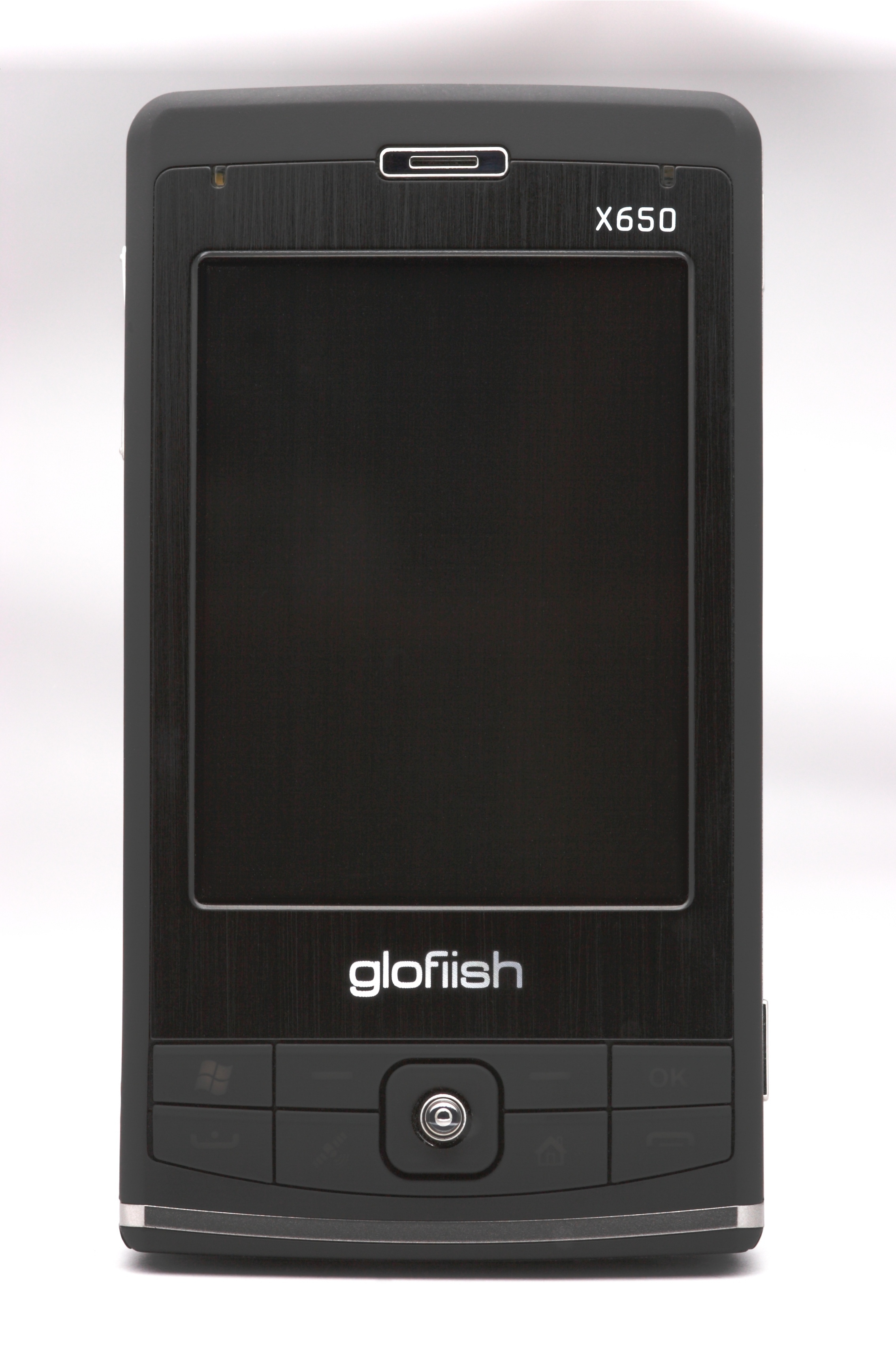
glofiish X650
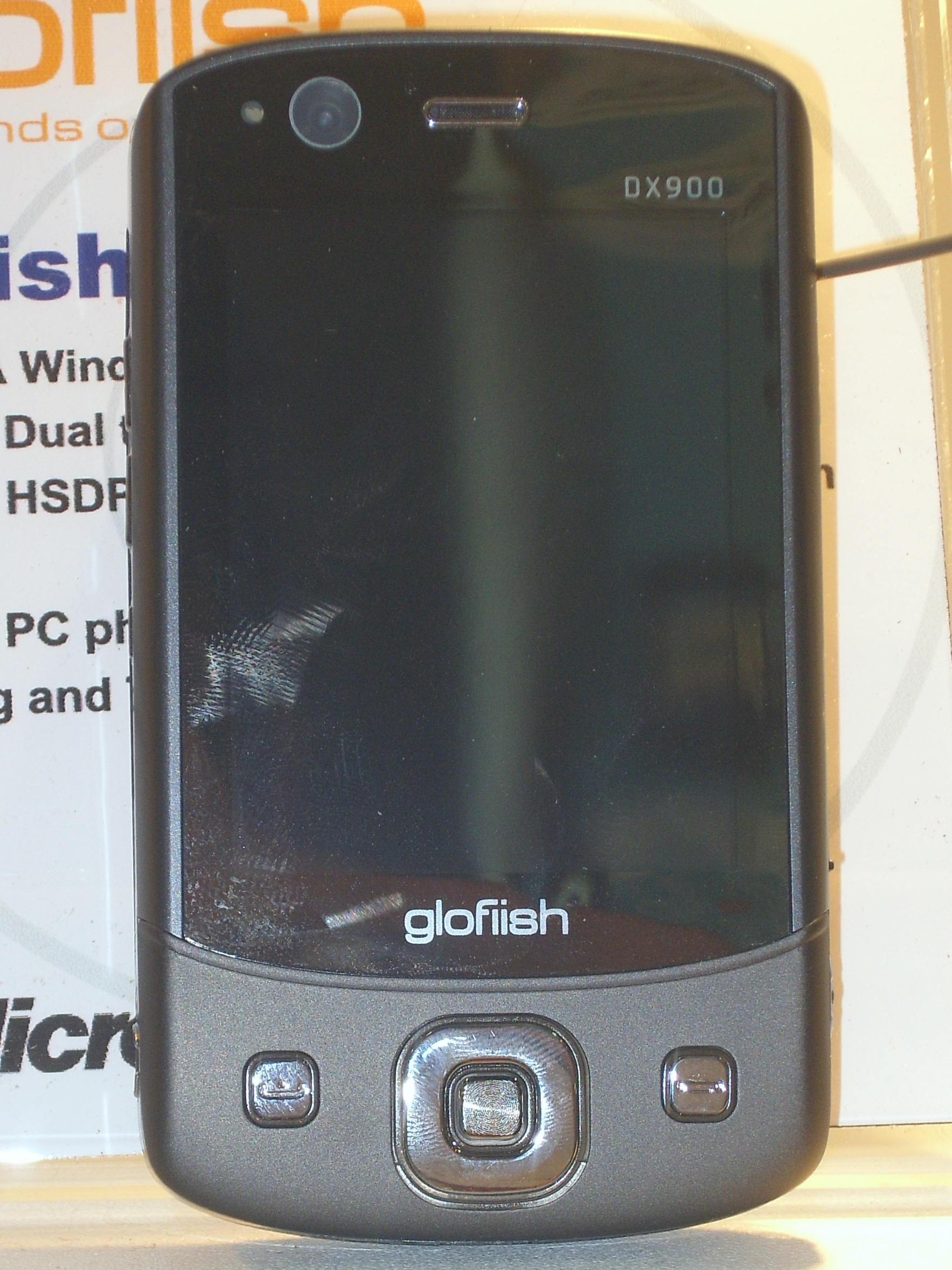
glofiish DX900
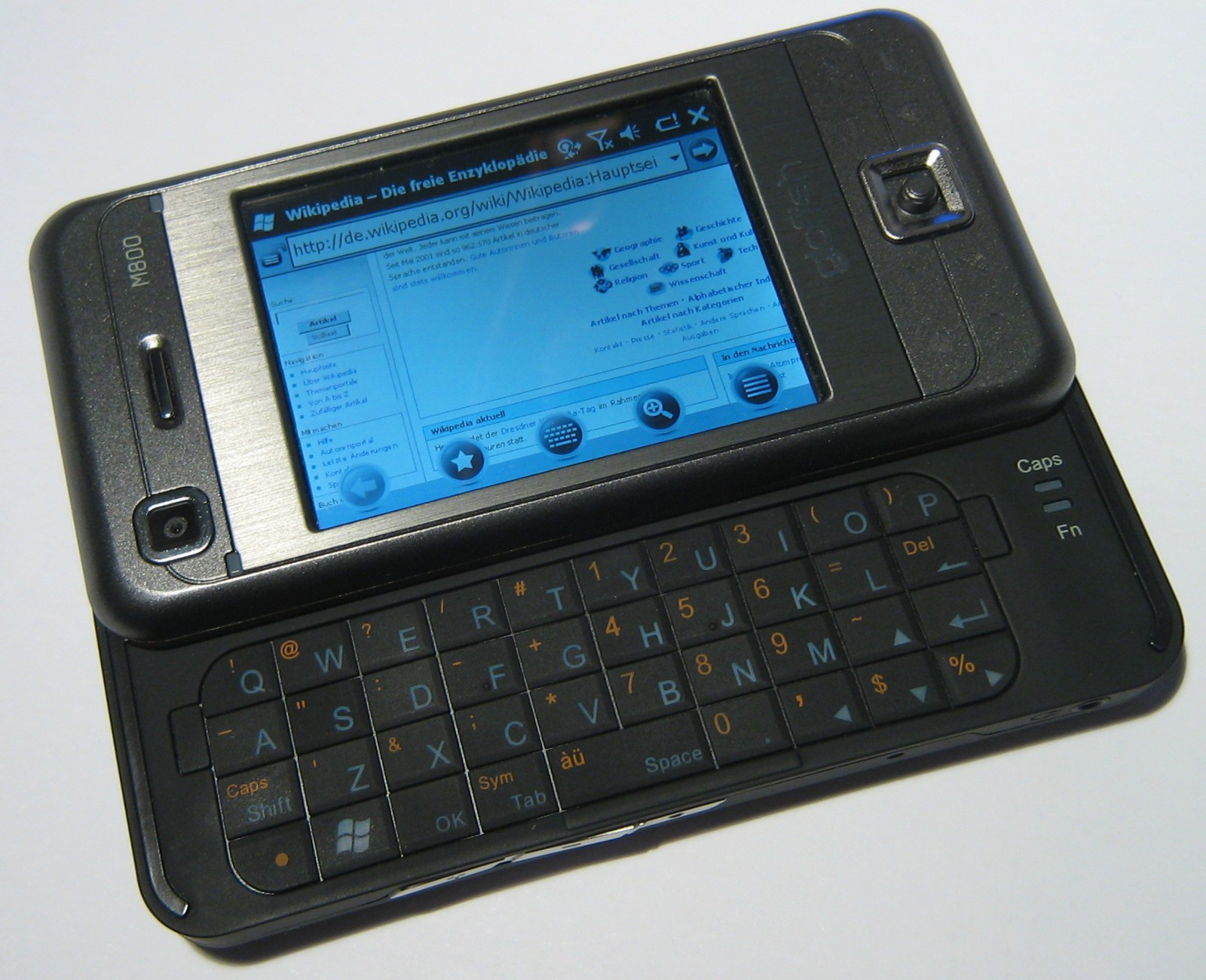
glofiish M800